# Se cucini, ti sposo
Se cucini, ti sposo (Time Share) è un film del 2000 diretto da Sharon von Wietersheim ed interpretato da Timothy Dalton e Nastassja Kinski.  Il film, uscito il 18 giugno 2000 nelle sale statunitensi, è una co-produzione fra Stati Uniti e Germania.

## Trama
La dottoressa Julia Weiland è un'affermata ricercatrice biochimica, insieme al compagno, altro ricercatore potrebbe ricevere un importante premio per le loro ricerche. Decidono di andare in vacanza, con i figli di lei, ma lui all'ultimo momento non può. Affittano una casa per trascorrere l'estate. Nel frattempo anche uno chef, Matt, parte per andare in vacanza con i figli. Andando sul traghetto incontra una certa fila di macchine, e decide di fare il furbo superando tutti, ma verrà bloccato dall'auto di Julia, che era la prima della coda. I due si mandano a quel paese auspicando di non vedersi più.
E invece, per un errore dei proprietari, si trovano a dover condividere la stessa abitazione. Essendo alta stagione non ci sono soluzioni. E così arriva anche il compagno di Julia, un altro scienziato, imbranato ed egoisticamente preso solo dagli esperimenti, e per questo antipatico ai figli di lei. Matt invece, al contrario, conquisterà la simpatia dei figli di Julia, e pian piano anche lei, grazie al suo essere naif, e anche alla sua cucina, finché alla fine, lei si innamorerà di lui.